# Acanthoprimnoa goesi
Acanthoprimnoa goesi is een zachte koraalsoort uit de familie Primnoidae. De koraalsoort komt uit het geslacht Acanthoprimnoa. Acanthoprimnoa goesi werd in 1931 voor het eerst wetenschappelijk beschreven door Aurivillius. 